# Przepisy gry w koszykówkę FIBA
Ten artykuł opisuje zagadnienie koszykarskie zgodne z normami FIBA.
Zasady w ligach NBA, NCAA lub innych mogą różnić się od tutaj przedstawionych.

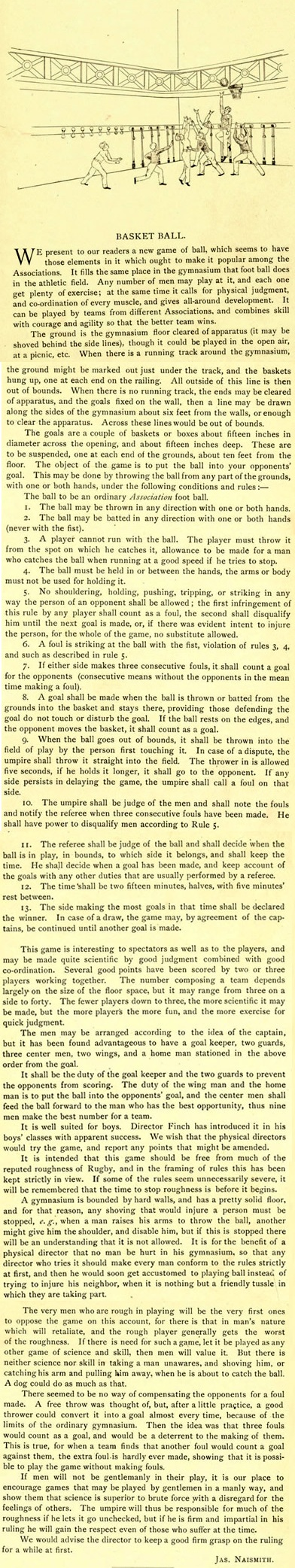
Publikacja Naismitha (15 stycznia 1892) przedstawiająca pierwsze w historii reguły gry w koszykówkę

Przepisy gry w koszykówkę FIBA – dokument tworzony i wydawany przez Fédération Internationale de Basketball, zatwierdzony przez Komisję Techniczną FIBA, określający oficjalne zasady gry w koszykówkę, przepisy dotyczące sędziów, trenerów, elementów boiska, protokołów i wszelkich innych szczegółowych procedur i zasad, zawartych również w dokumentach dodatkowych do "Przepisów gry w koszykówkę FIBA". Dotyczy meczów koszykówki odbywających się w ramach federacji FIBA lub na jej zasadach. Przepisy ulegają drobnym zmianom co kilka lat (zazwyczaj co 4 lub 2 lata).

## Rola przepisów FIBA w koszykówce
Przepisy gry w koszykówkę FIBA są jedynymi na świecie przepisami gry w koszykówkę regulującymi rozgrywki międzynarodowe. Według przepisów FIBA gra obecnie 214 narodów (w tym Polska), co daje około 400 milionów zarejestrowanych graczy. Przepisy FIBA nie są jednak jedynymi przepisami gry w koszykówkę –  Amerykanie stworzyli własne trzy rodzaje różniących się przepisów gry w koszykówkę: NBA, WNBA oraz NCAA.

## Powstanie koszykówki i pierwsze zasady gry
Koszykówkę wymyślił James Naismith w 1891 roku. Podał wtedy 5 podstawowych zasad gry w koszykówkę:
1. Okrągłą piłką należało grać wyłącznie przy użyciu rąk.
2. Trzymając piłkę, nie wolno było się z nią przemieszczać – należało ją podawać.
3. Zawodnicy mieli prawo znajdować się w dowolnym miejscu boiska.
4. Nie wolno było stosować przemocy fizycznej między zawodnikami.
5. Niewielka bramka w formie kosza powinna być umieszczona poziomo, wysoko w górze[4][2][5].

Zestaw podstawowych trzynastu reguł gry w koszykówkę opublikował 15 stycznia 1892 roku w magazynie Triangle:
1. Piłką można rzucać w dowolnym kierunku, jedną lub dwoma rękami[2].
2. Piłka może zostać odbita w dowolnym kierunku, jedną lub dwoma rękami, lecz nie może być odbita pięścią[2].
3. Nie wolno biegać z piłką w rękach. Należy ją podać lub rzucić z miejsca w którym zawodnik stoi[2].
4. Piłkę trzyma się między dłońmi[2].
5. Nie wolno stosować przemocy fizycznej wobec przeciwnika. Pierwsze naruszenie tej zasady jest liczone jako faul. Drugie jest karane dyskwalifikacją zawodnika do następnego celnego rzutu. Jeśli zawodnik ewidentnie chciał celowo zranić/uszkodzić przeciwnika, zmiana nie jest dozwolona[2].
6. Faul – to uderzenie w piłkę pięścią lub złamanie zasady 3, 4 lub 5 (jak opisano)[2].
7. Jeśli drużyna popełni trzy kolejne faule, liczy się to dla drużyny przeciwnej jako celny rzut[2].
8. Jeśli piłka wyjdzie poza boisko, powinna zostać wrzucona na boisko, a osoba, która pierwsza jej dotknie, może nią grać. W przypadku sporu, sędzia wrzuca piłkę bezpośrednio na boisko. Osoba chcąca wrzucić piłkę na boisko, ma na to 5 sekund. Jeśli nie zdąży tego zrobić w wyznaczonym czasie, piłka trafia do przeciwnika. Jeśli któraś z drużyn będzie opóźniać grę, zostanie to potraktowane jako faul[2].
9. Sędzia (umpire) powinien notować popełnione faule i zwracać uwagę, gdy zostały popełnione 3 kolejne faule przez jedną drużynę. Ma prawo dyskwalifikować zawodników zgodnie z regułą 5[2].
10. Sędzia (referee) ocenia kiedy piłka jest w grze, kiedy jest aut, do której drużyny należy oraz pilnuje czasu gry. Decyduje kiedy rzut jest celny oraz liczy punkty[2].
11. Czas gry to dwie 15-minutowe połowy, z 5-minutową przerwą między nimi[2].
12. Wygrywa drużyna, która zdobędzie więcej punktów. W przypadku remisu, gra może być, za zgodą kapitanów, kontynuowana do pierwszego celnego rzutu[2].

Naismith miał kontrolę nad przepisami do roku 1896. Od 1896 roku przepisami gry w koszykówkę zarządzała organizacja o nazwie Amateur Sports Federation.
Pierwsze w historii zmiany w przepisach były następujące:
- W 1894 roku wprowadzono rzuty wolne[2].
- Początkowo wszystkie rzuty były warte 3 punkty. W 1896 roku zdecydowano, że rzuty z gry będą warte 2 punkty, a rzuty wolne – 1 punkt[2].
- W 1897 roku wprowadzono przepis ustalający, że w jednym momencie na boisku może znajdować się 5 zawodników danej drużyny[2]. Wcześniej liczba zawodników na boisku sięgała nawet do kilkudziesięciu[2]!
- W 1909/1910 ustalono, że zawodnik popełniający swój czwarty faul osobisty, będzie dyskwalifikowany z dalszej gry[2].

## Rozwój przepisów gry w koszykówkę w XX wieku

### 1932
18 czerwca 1932 w Genewie powstała Międzynarodowa Federacja Koszykówki FIBA – Fédération Internationale de Basketball.
Ustalono, że reguły będą zmieniane/udoskonalane co około 4 lata.
Ustalono, że drużyna (wraz ze zmiennikami) może liczyć maksymalnie 7 zawodników.

### 1934
Opublikowano pierwsze oficjalne przepisy FIBA. Jedną z pierwszych wprowadzonych reguł był zakaz gry na boiskach trawiastych.

### 1936
W 1936 roku na kongresie FIBA w Berlinie wprowadzono kilka zmian:
- Wprowadzono linię środkową boiska[8][9][2].
- Wiązało się to również z wprowadzeniem zasady 10 sekund[8][9][2] (obecnie jest to zasada 8 sekund).
- Wprowadzono podział kategorii rozgrywek ze względu na wzrost zawodników – poniżej i powyżej 190 cm wzrostu[9].
- Wprowadzono możliwość trzykrotnego wzięcia czasu przez drużynę[2].
- Do tej pory po każdym celnym rzucie do kosza odbywał się rzut sędziowski – w 1936 roku wprowadzono zasadę, że po celnym rzucie piłka jest wprowadzana z linii końcowej boiska[2].
- Zwiększono liczbę członków drużyny z 7 do 10 (wraz ze zmiennikami)[2].

### 1948
- Wprowadzono zasadę 3 sekund[9].
- Wprowadzono reguły dotyczące nielegalnego dotykania piłki oraz ingerencji w jej lot[9].

### 1952
- Zniesiono kategorie wzrostu zawodników z 1936 roku[9].
- Wprowadzono zasadę mówiącą o tym, że w ostatnich 3 minutach meczu, po każdym gwizdku, zatrzymywany ma być czas gry[9].
- Wprowadzono zasadę mówiącą o tym, że w ostatnich 3 minutach meczu, każdy faul karany będzie 2 rzutami wolnymi[9].
- Zwiększono liczbę fauli zawodnika z 4 do 5[2].

### 1956

Wygląd obszaru ograniczonego przez 1956

- Zmieniono wygląd obszaru ograniczonego – od teraz ma kształt trapezu[9][2].
- Wprowadzono zasadę 30 sekund[9][2] (obecnie zasada 24 sekund).

### 1960
Zmiany dokonane podczas kongresu FIBA w Rzymie:
- Zasady dotyczące ostatnich 3 minut meczu zostały rozszerzone do ostatnich 5 minut meczu[9][2].
- Zniesiono linię środkową boiska oraz zasadę 10 sekund[9][2].
- Skomplikowano reguły dotyczące rzutów wolnych – dodano zasady wzajemnego znoszenia się rzutów wolnych przeciwnych drużyn itp; zasady te były tak skomplikowane, że sędziowie w pewnych sytuacjach potrzebowali dużo czasu na przeliczenie wszystkich anulowań oraz pozostałych rzutów, a podejmowane przez nich decyzje niejednokrotnie były niezrozumiałe dla graczy i widzów[2].

### 1964
Podczas kongresu w Tokio (1964) przeredagowano książkę z zasadami tak, by była bardziej zrozumiała i wygodna w czytaniu.

### 1968
Zmiany dokonane podczas kongresu FIBA w Meksyku:
- Przywrócono linię środkową boiska oraz zasadę 10 sekund[9][2].
- Zasady dotyczące ostatnich 5 minut meczu, zostały ponownie zawężone do ostatnich 3 minut meczu[9][2].
- Zmieniono zasady dotyczące ingerencji w lot piłki – od teraz zarówno atakujący, jak i obrońcy, mogą ingerować w lot piłki, gdy odbije się ona już od obręczy kosza[9][2].

### 1972
Podczas kongresu FIBA w Monachium dokonano pewnych zmian:
- Usunięto zasady dotyczące ostatnich 3 minut gry[2].
- Zmieniono zasady dotyczące ingerencji w lot piłki – od teraz zarówno atakujący, jak i obrońcy, mogą ingerować w lot piłki, gdy dotyka ona obręczy kosza[9].
- Zmniejszono liczbę członków drużyny z 12 do 10[9]. Dwunastu zawodników było dopuszczalne tylko w wypadku turniejów[9].
- Wprowadzono zasadę fauli drużyny – ustanowiono ją w liczbie 10 fauli[9]. Inne źródła podają, że zmiany tej dokonano dopiero w roku 1973 (nie czekając na kolejny kongres FIBA), w odpowiedzi na dramatyczny wzrost skrajnej brutalności w ostatnich minutach meczów rozgrywanych w 1973 roku – średnia liczba fauli popełnianych w 1 meczu przewyższała liczbę 61[2].

### 1976
- Wprowadzono zasadę three-for-two, polegającą na tym, że zawodnik mający wykonać dwa rzuty wolne, miał prawo wykonać trzeci rzut wolny, jeśli jeden z dwóch pierwszych rzutów był niecelny[9][2].

### 1980
Kongres FIBA w Moskwie wprowadził następujące zmiany:
- Liczba fauli drużyny zmniejszona z 10 do 8[9][2].
- Wprowadzono zasady dyskwalifikacji trenerów – mieli opuścić boisko po otrzymaniu 3 fauli technicznych[9][2].

### 1984
- Zasadę three-for-two zastąpiono zasadą one-and-one, polegającą na tym, że zawodnik musiał trafić pierwszy rzut wolny, by mieć prawo wykonać drugi rzut wolny[9][2]. Jeśli nie trafił pierwszego rzutu, piłkę otrzymywała drużyna przeciwna[9].
- Wprowadzono rzut za trzy punkty[9][8][2]. Linia rzutów za 3 punkty oddalona była od obręczy kosza o 6,25m[8][2].
- Liczba fauli drużyny zmniejszona z 8 do 7[9][2].

### 1986
- Faul umyślny lub dyskwalifikujący był karany nie tylko rzutami wolnymi, ale także wprowadzeniem piłki przez drużynę poszkodowaną[2].

### 1990
- Zniesiono skomplikowane zasady przyznawania i znoszenia się rzutów wolnych[2]. Zniesiono limity rzutów wolnych do wykonania w jednej sekwencji[2]. Nowe zasady nie wymagały już skomplikowanego przeliczania, a o kolejności rzutów wolnych decydowała kolejność popełnionych fauli[2].
- Wprowadzono strefy ławek drużyn, których nie wolno było opuszczać osobom znajdującym się w nich[2].
- Opuszczenie ławki drużyny i udział w bójce na boisku był karany natychmiastową dyskwalifikacją[2].
- O miejscu wprowadzenia piłki z autu decyduje sędzia[2]. Osoba wprowadzająca piłkę z autu nie może się przemieścić o więcej, niż o 1 krok[2].
- Podczas rzutów wolnych zawodnikom wolno wejść do zastrzeżonej strefy, dopiero gdy rzucający wypuści piłkę z rąk[2].

### 1994
- Przeredagowano całą książkę reguł[2].
- Piłka wprowadzana jest z autu, z miejsca najbliższego miejsca naruszenia przepisów (wliczając w to linie końcowe boiska)[2].
- Zalegalizowano technikę alley oop[2].
- Napisano od nowa regułę kroków – pierwsza stopa, która dotknie parkietu, staje się nogą obrotu[2].
- Nazwę faul umyślny zastąpiono nazwą faul niesportowy[2].
- Usunięto zasadę one-and-one[2].
- Zdyskwalifikowana osoba na pozostały czas meczu musi udać się do szatni lub opuścić budynek[2].
- Podczas rzutów wolnych tylko 6 zawodników może walczyć o zbiórkę piłki z kosza (po 3 z każdej drużyny, w tym zawodnik rzucający)[2]. Pozostali zawodnicy muszą znajdować się na części wspólnej obszaru za przedłużeniem linii rzutów wolnych oraz obszaru za linią rzutów za 3 punkty[2].
- Zmieniono zasady faulu obustronnego oraz wprowadzono pojęcie niesportowego faulu technicznego[2].

### 2000
- Usunięto zasady nietypowe, dotyczące bardzo rzadkich sytuacji[2].
- Zasadę 10 sekund zastąpiono zasadą 8 sekund[9][2].
- Zasadę 30 sekund zastąpiono zasadą 24 sekund[9][2].
- Wprowadzono podział na cztery 10-minutowe kwarty (wcześniej były dwie 20-minutowe połowy meczu)[9][2].
- Usunięto pojęcie niesportowego faulu technicznego[2].

## Zmiany z roku 2004

Wygląd boiska do koszykówki zgodny z normami FIBA do 30 września 2010

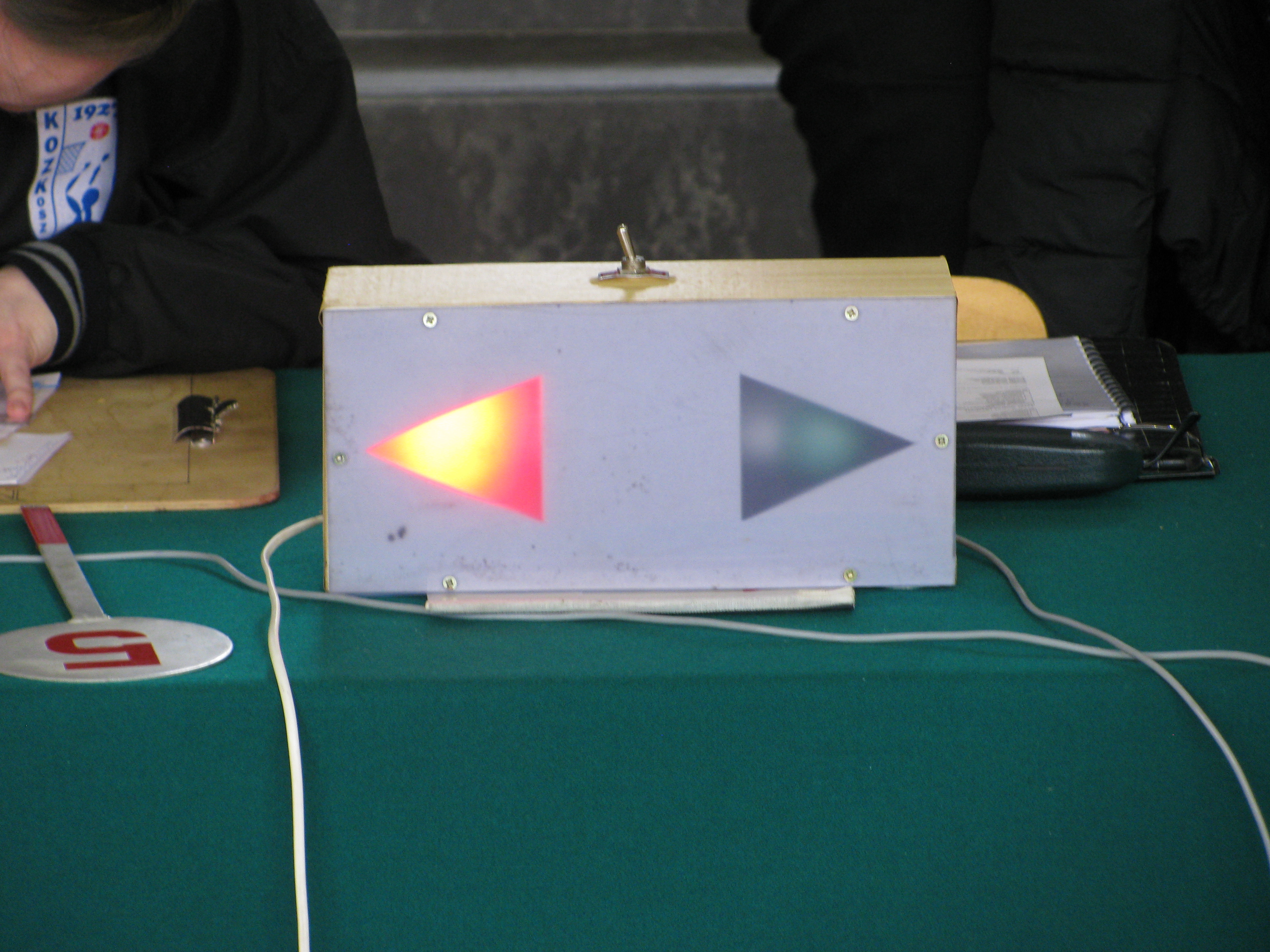
Wprowadzona "strzałka naprzemiennego posiadania piłki" w roku 2004

Zmiany wprowadzone w przepisach w roku 2004:
- całkowita zmiana liczby artykułów, ich kolejności, część artykułów przeniesiona do dokumentów pomocniczych FIBA
- liczba zawodników drużyny w 1 meczu może wynosić maksymalnie 12 (wcześniej było to 10 zawodników w 1 meczu, lub 12 w turnieju, jeśli drużyna rozgrywa więcej niż 3 mecze)
- zniesiono obowiązek noszenia butów i skarpet w jednym kolorze
- jeśli zawodnik nie może kontynuować gry lub została mu udzielona pomoc medyczna, musi zejść z boiska – może zostać zmieniony lub drużyna może grać z liczba zawodników mniejszą niż 5 (wcześniej nawet gdy zawodnik otrzymał pomoc medyczną, mógł zostać na boisku, lecz drużyna otrzymywała za to przerwę na żądanie; musiał być zmieniony tylko, gdy nie był w stanie wznowić gry w ciągu 1 minuty lub drużyna nie miała już przerw na żądanie; wyjątek stanowiła sytuacja w której drużyna musiałaby grać w mniej niż 5 zawodników)
- trener, asystent, zawodnik lub osoba towarzysząca mogą opuścić strefę ławki drużyny i wejść na boisko w celu udzielenia pomocy, wyłącznie po otrzymaniu pozwolenia od sędziego (nie dotyczy lekarza, który może wejść na boisko bez zezwolenia)
- drużyna gospodarzy ma rzucać na kosz i mieć ławkę drużyny po lewej stronie stolika sędziowskiego (wcześniej drużyna gospodarzy miała prawo wybrać kosz, na który chce grać)
- wprowadzono zasadę naprzemiennego posiadania piłki w sytuacjach rzutu sędziowskiego (wcześniej w sytuacjach rzutu sędziowskiego wykonywany był rzut sędziowski w najbliższym kole na boisku – jeśli nie dało się ustalić, które koło jest najbliżej, rzut sędziowski odbywał się w kole środkowym boiska).
- możliwość przyznania przerwy na żądanie kończy się, gdy piłka jest w posiadaniu zawodnika wykonującego swój pierwszy lub jedyny rzut wolny (wcześniej możliwość ta kończyła się, gdy sędzia wchodził z piłką lub bez piłki do pola rzutów wolnych)
- obie drużyny mogą zmienić zawodnika/zawodników po błędzie
- nie można dokonać zmiany zawodnika, gdy piłka jest w posiadaniu zawodnika wykonującego swój pierwszy lub jedyny rzut wolny (wcześniej możliwość ta kończyła się, gdy sędzia wchodził z piłką lub bez piłki do pola rzutów wolnych)
- zawodnik drużyny posiadającej żywą piłkę, nie może stać w obszarze ograniczonym przeciwnika dłużej niż 3 sekundy, gdy piłka znajduje się na polu ataku (wcześniej nie mógł stać w obszarze ograniczonym przeciwnika, nawet gdy piłka była jeszcze na polu obrony)
- odliczanie 8 sekund w pewnych sytuacjach może być rozpoczynane od nowa (wcześniej nie było takiej możliwości)
- w sytuacji, gdy zawodnik tuż przed upływem 24 sekund próbuje rzucić do kosza i w tym momencie rozbrzmiewa sygnał zegara 24 sekund, a piłka nie dotykając obręczy kosza leci w sposób oczywisty w stronę przeciwnika, nie ma odgwizdywanego błędu 24 sekund (wcześniej: byłby to błąd 24 sekund)
- w przypadku omyłkowego uruchomienia sygnału 24 sekund, gra powinna być kontynuowana – sygnał nie jest obligatoryjny dla sędziego; dopiero gwizdek sędziego zatrzymuje grę (wcześniej – nawet omyłkowy sygnał błędu 24 sekund obligował sędziego do przerwania gry, uruchomieniu zegara 24 od początku i przyznaniu piłki drużynie będącej w jej posiadaniu w chwili wystąpienia omyłkowego sygnału)
- zawodnik zostaje zdyskwalifikowany, gdy ma już 2 faule niesportowe (wcześniej dotyczyło to tylko trenera [dyskwalifikacja za 2 faule techniczne wynikające z niesportowego zachowania trenera])
- faul techniczny zawodnika następuje również wtedy, gdy udaje on faul np. poprzez upadniecie na podłogę (wcześniej symulowanie nie było karane)
- karą za faul techniczny są 2 rzuty wolne i posiadanie piłki (wcześniej karą za faul techniczny był 1 rzut wolny i posiadanie piłki)
- faule popełnione w przerwie meczu traktowane są jak faule popełnione podczas gry.

## Zmiany z roku 2008
W roku 2008 wprowadzono kilka kolejnych zmian w przepisach gry w koszykówkę:
- linie boiska muszą być w kolorze białym (wcześniej kolor biały był kolorem preferowanym, ale nie obowiązkowym)
- wszelkie t-shirty są niedozwolone (wcześniej zawodnik mógł nosić t-shirt posiadając odpowiednie zezwolenie lekarskie)
- usunięto kontrowersyjny zapis, że drużyna w wypadku kontuzji zawodników ma grać w mniej niż 5 zawodników na boisku – obecnie kontuzjowany zawodnik musi zostać zmieniony, chyba że drużyna chciałaby grać w mniej niż 5 zawodników
- dodano zapis, mówiący, że jeśli zawodnik ze swojego pola ataku złapie w powietrzu piłkę niczyją lub podawaną przez przeciwnika, to jego położenie w odniesieniu do pola obrony i pola ataku ustala się dopiero z chwilą wylądowania na podłożu
- celowe odbicie piłki o tablicę jest rozpoczęciem kozłowania
- dozwolone jest ślizganie się po podłożu z piłką w rękach
- podczas kozłowania z pola obrony na pole ataku, uznaje się, że piłka wchodzi na pole ataku, gdy na polu ataku znajdzie się piłka oraz obie stopy zawodnika ją kozłującego
- dodano dwa dodatkowe błędy ingerencji w lot piłki do kosza, poprzez ingerencję przez kosz od spodu, związane z zaliczeniem punktów:
  - gdy podczas podania lub po odbiciu się piłki od obręczy kosza obrońca w ten sposób ingeruje
  - gdy obrońca chwyta kosz w celu zagrania piłką
  - gdy obrońca dotknie piłki przez kosz od spodu podczas rzutów wolnych, nawet po odbiciu się piłki od obręczy
- za niesportowy uznaje się kontakt obrońcy z atakującym w próbie zatrzymania kontrataku, z tyłu lub z boku, a pomiędzy atakującym a atakowanym koszem nie ma żadnego obrońcy
- nadmierne wymachiwanie łokciami bez kontaktu z przeciwnikiem, jest faulem technicznym
- sędzia główny na odwrocie protokołu ma obowiązek opisywać każdy faul dyskwalifikujący.

## Zmiany z roku 2010

Wygląd boiska do koszykówki zgodny z normami FIBA od 1 października 2010

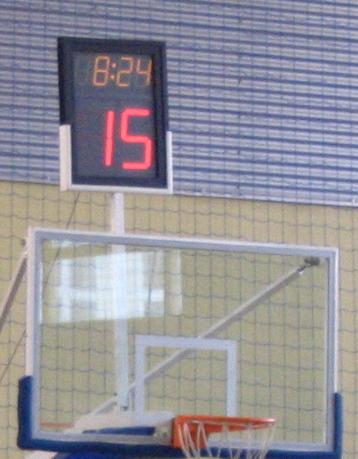
Zegar 24 sekund

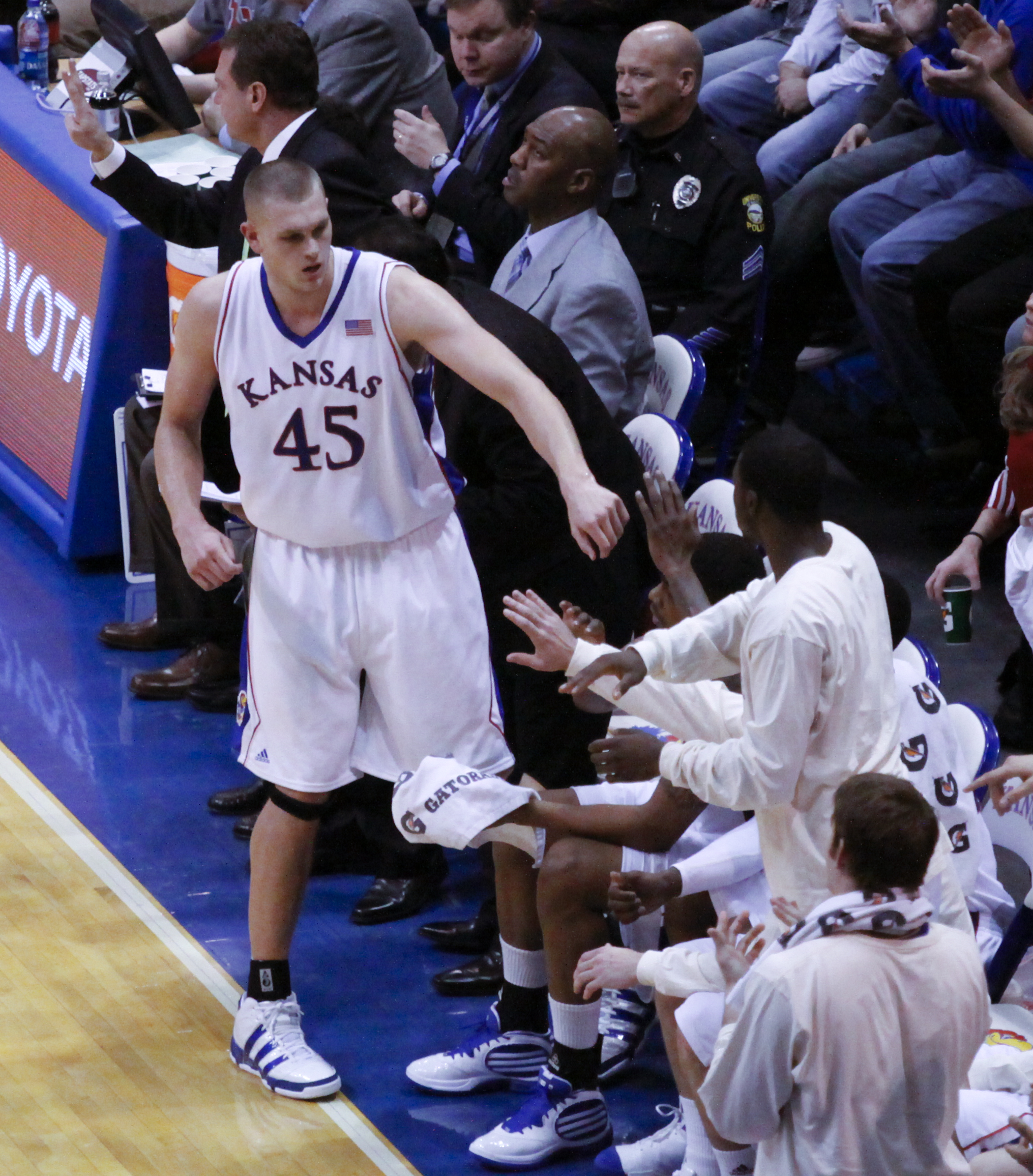
Strefa ławek drużyn

W roku 2010 zostały wprowadzone największe zmiany w przepisach gry w koszykówkę FIBA ostatnich lat, które częściowo upodobniły FIBA do NBA.
Zmiany wprowadzone do życia od października 2010 r. to:
- linia rzutów za 3 punkty przesunięta z odległości 6,25m od kosza na odległość 6,75m od kosza;
- całkowita zmiana wyglądu obszaru ograniczonego
- nowy element na boisku: półkole podkoszowe w którym dopuszczalne jest szarżowanie  (ustalono sposób wyznaczenia obszaru bez szarży, w którym, w określonych warunkach, faule spowodowane przez zawodnika ataku posiadającego piłkę, będą określane jako faule obrońcy)
- techniczne zmiany w definicji strefy ławki drużyny
- ustalono sposób wytyczenia miejsca wprowadzania piłki z autu, z którego piłka zostanie wprowadzona po przerwie na żądanie wziętej na polu obrony przez drużynę uprawnioną do posiadania piłki w dwóch ostatnich minutach ostatniej kwarty lub każdej dogrywki (linia znajdująca się 8,325m od autu; na wysokości najwyższego punktu linii 6,75)
- koszulki, spodenki i skarpetki ponownie muszą mieć jednolity kolor
- dozwolono używanie rękawów uciskowych w kolorze koszulek, pończoch uciskowych w kolorze spodenek, przeźroczystych, bezbarwnych ochraniaczy na zęby i bezbarwnych, przeźroczystych naklejanych tap
- w strefie ławki drużyny może przebywać maksymalnie 12 zawodników i 5 osób towarzyszących
- zmiana definicji zakończenia przerw w meczu:
  - gdy piłka opuszcza ręce sędziego, podczas rzutu sędziowskiego (wcześniej – gdy piłka zostanie legalnie zbita przez zawodnika podczas rzutu sędziowskiego)
  - gdy piłka zostanie oddana do dyspozycji zawodnika wprowadzającego ją z autu (wcześniej – gdy zawodnik na boisku legalnie dotknie wprowadzonej piłki)
- zmiana definicji rozpoczęcia części meczu:
  - gdy piłka opuszcza ręce sędziego, podczas rzutu sędziowskiego (wcześniej – gdy piłka zostanie legalnie zbita przez zawodnika podczas rzutu sędziowskiego)
  - gdy piłka zostanie oddana do dyspozycji zawodnika wprowadzającego ją z autu (wcześniej – gdy zawodnik na boisku legalnie dotknie wprowadzonej piłki)
- zmiana definicji żywej piłki podczas rozpoczęcia meczu: piłka staje się żywa, gdy opuści ręce sędziego
- drobne zmiany w sytuacjach rzutu sędziowskiego
- wprowadzono minimalny wymagany czas, w jakim można podjąć próbę rzutu do kosza, który wynosi 0,3 sekundy, jeśli zawodnik wejdzie w posiadanie piłki, lub mniej niż 0,3 sekundy, jeśli zawodnik wykona dobitkę poprzez trącenie lub wsad bez wejścia w posiadanie piłki
- zmieniono miejsce wprowadzania piłki w 2 ostatnich minutach 4 kwarty lub dogrywki, jeśli drużyna atakująca na polu obrony wzięła przerwę na żądanie – teraz wprowadza piłkę nie z linii połowy boiska, lecz z linii wprowadzenia na polu ataku
- doprecyzowano zapis o możliwości przyznania przerwy na żądanie i zmiany zgłoszonej w trakcie wykonywania rzutu wolnego
- jeśli podczas 1 turnieju drużyna 2 razy przegra walkowerem, zostaje zdyskwalifikowana z turnieju, a jej wszystkie wyniki zostają anulowane
- wprowadzono definicję kozłowania
- doprecyzowano zapis dotyczący przerzucania piłki z ręki do ręki, przed rozpoczęciem lub po zakończeniu kozłowania
- dodano zapis, umożliwiający sędziemu rozpoczęcie odliczania 8 sekund, nawet jeśli zawodnik drużyny nie wszedł w posiadanie piłki, ale jeśli w ocenie sędziego, drużyna kontroluje piłkę na polu obrony
- stworzono definicję wprowadzenia piłki na pole ataku:
  - piłka nie będąca w posiadaniu zawodnika dotyka pola ataku
  - piłka dotyka zawodnika ataku, którego obie stopy są na polu ataku
  - piłka dotyka zawodnika obrony, którego część ciała znajduje na polu obrony
  - piłka dotyka sędziego, którego część ciała jest na polu ataku
  - podczas kozłowania, obie stopy oraz piłka dotykają pola ataku
- dodano zapis, umożliwiający rozpoczęcie odliczania 24 sekund, nawet jeśli zawodnicy nie są w posiadaniu piłki, lecz kontrolują ją na polu obrony
- bardzo duże zmiany w resetowaniu zegara 24 sekund:
  - gdy drużyna otrzyma piłkę do wprowadzenia na polu ataku po faulu przeciwnika lub błędzie związanym z przyznawaniem nowego okresu na wykonanie ważnej próby rzutu do kosza, a na zegarze 24 sekund wyświetlane będzie 14 sekund i więcej sekund, to drużynie NIE zostanie przyznany nowy okres 24 sekund, a drużyna ta będzie miała jedynie pozostałą ilość sekund na wykonanie rzutu
  - gdy drużyna otrzyma piłkę do wprowadzenia na polu ataku po faulu przeciwnika lub błędzie związanym z przyznawaniem nowego okresu na wykonanie ważnej próby rzutu do kosza, a na zegarze 24 sekund wyświetlane będzie mniej niż 14 sekund sekund, to drużynie zostanie przyznane jedynie 14 sekund, jako nowy okres na wykonanie ważnej próby rzutu do kosza.
  - gdy drużyna otrzyma piłkę do wprowadzenia na polu obrony po faulu przeciwnika lub błędzie związanym z przyznawaniem nowego okresu na wykonanie ważnej próby rzutu do kosza, drużynie zostanie przyznany nowy okres 24 sekund
- usunięto z definicji błędu połów zapis dotyczący akcji w której zawodnik drużyny posiadającej piłkę jest ostatnim, który dotknął piłki na swoim polu obrony, po czym piłka dotknęła pola ataku, a następnie on lub jego partner jest pierwszym, który dotknął piłki na polu obrony
- inne, kosmetyczne zmiany.

## Zmiany z roku 2012

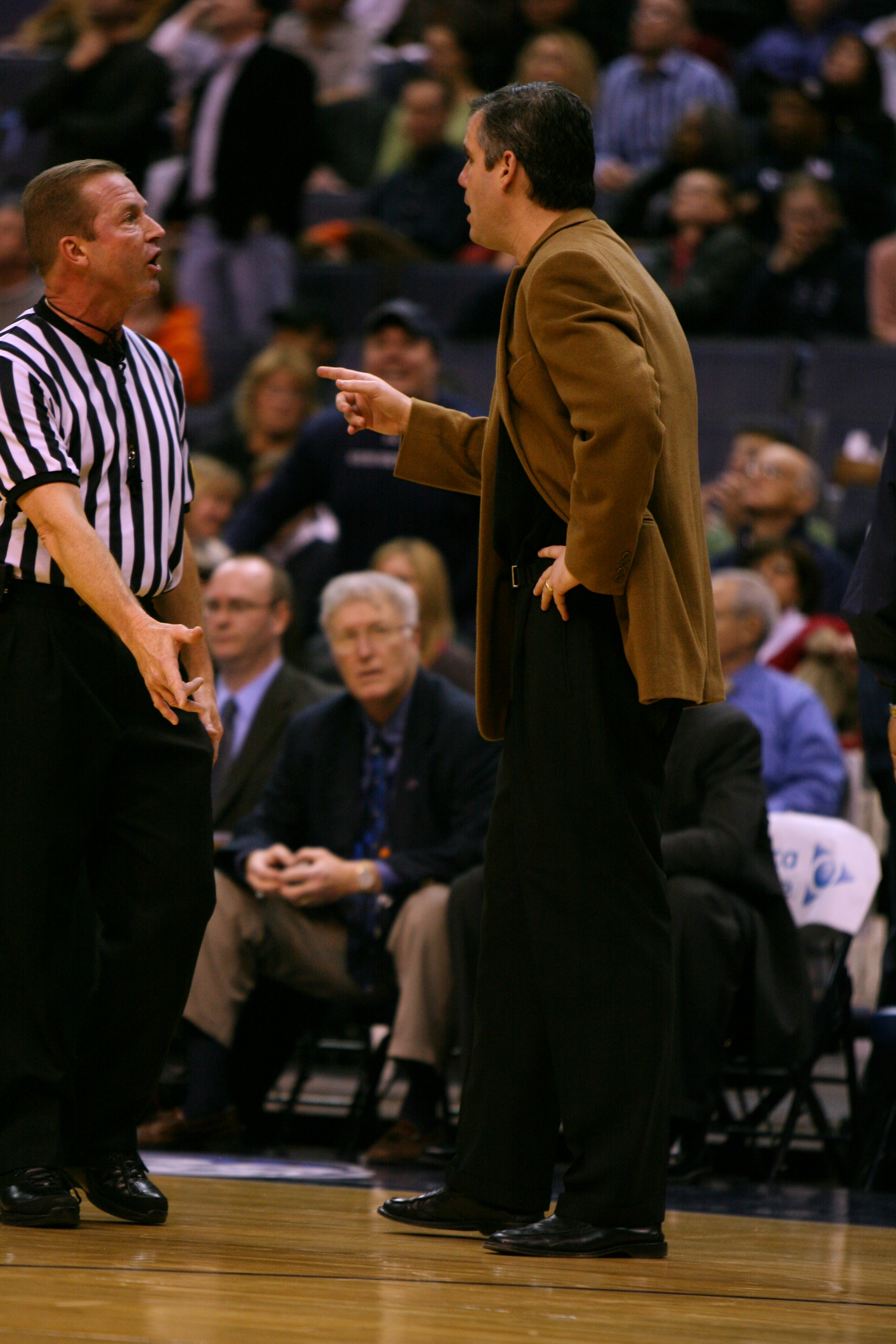
Trener zwraca się do sędziego

W roku 2012 zostały wprowadzone głównie następujące zmiany:
- wnętrza obszarów ograniczonych muszą być pomalowane w takim samym kolorze
- określono kto może zasiadać na 14-miejscowej ławce drużyny
- bielizna wystająca spod spodenek jest zabroniona (wcześniej była dozwolona, jeśli jest w tym samym kolorze co spodenki)
- jakakolwiek osoba z ławki drużyny może wejść na boisko w celu pomocy kontuzjowanemu zawodnikowi, za zgodą sędziego
- w trakcie gry może stać tylko trener lub asystent trenera (ale nigdy nie obaj jednocześnie)
- asystent trenera nie ma prawa zwracać się do sędziów
- jeśli tablica ma oprócz sygnału dźwiękowego również sygnał wizualny (świetlny), to w orzekaniu czasu zakończenia meczu pierwszeństwo ma sygnał świetlny
- niejasne zapisy 2 ostatnie minuty meczu zostały doprecyzowane, jako okres w którym zegar wyświetla 2:00 minuty lub mniej czasu
- obie nogi oraz piłka muszą całkowicie znaleźć się na polu ataku, aby uznać, że zawodnik opuścił pole obrony z piłką
- usunięto regułę, że legalna pozycja krycia zawodnika bez piłki jest nie większa niż odległość 2 kroków (pozostała dolna granica – nie mniej niż 1 krok)
- gdy rzut wolny jest celny i błąd popełnia zawodnik rzucający, to wszystkie inne błędy innych zawodników zostają pominięte; w przypadku ostatniego rzutu wolnego, błąd rzucającego lub osoby z jego drużyny skutkuje wprowadzeniem przez przeciwnika piłki do gry z autu z przedłużenia linii rzutów wolnych
- do sytuacji w których należy zatrzymać, wygasić i skasować zegar 24 sekund dopisana zostaje sytuacja, w której przyznane zostają rzuty wolne.

## Zmiany z roku 2014

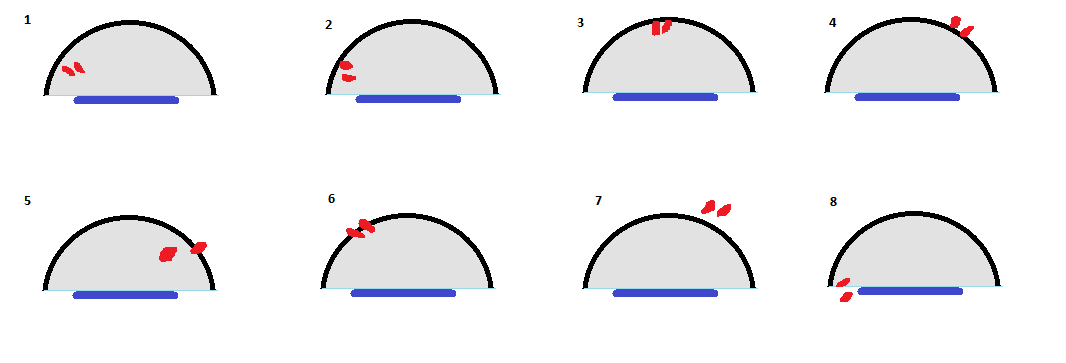
Umiejscowienie zawodników w obszarach półkoli bez szarży (półkoli podkoszowych) w koszykówce. półkola podkoszowego. Sprzed zmian z 2014 roku tylko na ilustracji nr 1 zawodnik znajduje się wewnątrz obszaru półkola podkoszowego. Po zmianach z 2014 roku tylko zawodnik na ilustracji nr 7 znajduje się na zewnątrz obszaru półkola podkoszowego.

Zmiany przepisów gry w koszykówkę zostały opracowane przez FIBA 2 lutego 2014 i zaczną obowiązywać od 1 października 2014. Najważniejsze wprowadzone zmiany to:
- wprowadzenie przepisu mówiącego, że jeśli piłka jest w posiadaniu sędziego lub zawodnika wprowadzającego ją do gry, każdy faul zawodnika obrony na przeciwniku na boisku traktowany jest jako faul niesportowy
- za faul techniczny przyznaje się 1 rzut wolny, a nie dwa, jak przed 2014 – jest to powrót do zasady obowiązującej przed 2004 rokiem.
- wcześniej dozwolonymi numerami zawodników były numery od 4 do 15 (nie dotyczyło reprezentacji narodowych). Od 2014 dozwolone są wszystkie numery od 1 do 99, oraz numery 0 i 00.
- wiele zmian w istniejących sygnałach sędziów koszykarskich oraz nowych sygnałów, co m.in. związane jest z wprowadzeniem wielu nowych numerów zawodników
- poważnie zwiększony został obszar dotyczący zasad generowanych przez półkole podkoszowe. Wcześniej dotyczyły one tylko zawodnika obrony, którego obie stopy znajdowały się w obszarze półkola podkoszowego, nie dotykając linii półkola. Od 2014 jeśli zawodnik obrony co najmniej jedną stopą utrzymuje kontakt z półkolem podkoszowym (lub jego linią), te zasady także go dotyczą.
- sędziowie mają prawo korzystać z systemu IRS w wielu różnych sytuacjach (np. sprawdzenie czy rzut miał wartość 2 czy 3 punktów, czy został oddany przed rozbrzmieniem sygnału zegara lub gwizdka, itp.).
- drużyny mają do wykorzystania po dwie przerwy na żądanie w pierwszej połowie, trzy w drugiej połowie, lecz maksymalnie dwie z tych przerw na żądanie mogą użyć w ostatnich dwóch minutach czasu gry drugiej połowy.
- zbiórka piłki z kosza podczas ataku przez drużynę atakującą powoduje zresetowanie zegara 24 sekund do 14 sekund, nawet jeśli podczas oddawania rzutu zegar wskazywał na więcej niż 14 sekund.
- sytuacja rzutu sędziowskiego spowodowana utknięciem piłki pomiędzy obręczą a tablicą kosza, nie dotyczy sytuacji pomiędzy rzutami wolnymi oraz po ostatnim lub jedynym rzucie wolnym, po którym ma nastąpić wprowadzenie piłki.
- zapisy w protokole dotyczące 1. i 3. kwarty zapisywane są na czerwono, a dotyczące 2. i 4. – na czarno lub niebiesko
- pojawił się nowy symbol w protokole – GD.

## Zmiany z roku 2015
Na kongresie FIBA w Tokio w sierpniu 2015 r. dokonano bardzo drobnych zmian w przepisach gry w koszykówkę, nie mających wpływu na sam przebieg rozgrywki, mianowicie:
- linie boiska nie muszą być już w kolorze białym – wystarczy, że będą w kolorze kontrastującym z parkietem, choć kolor biały nadal jest preferowany;
- wnętrza obszarów ograniczonych boiska nie muszą być już pomalowane w jednakowym kolorze;
- rozmiary strefy ławki drużyny zwiększono do 16 miejsc siedzących oraz zwiększono dopuszczalną liczbę osób towarzyszących z 5 do 7.

## Zmiany z roku 2017

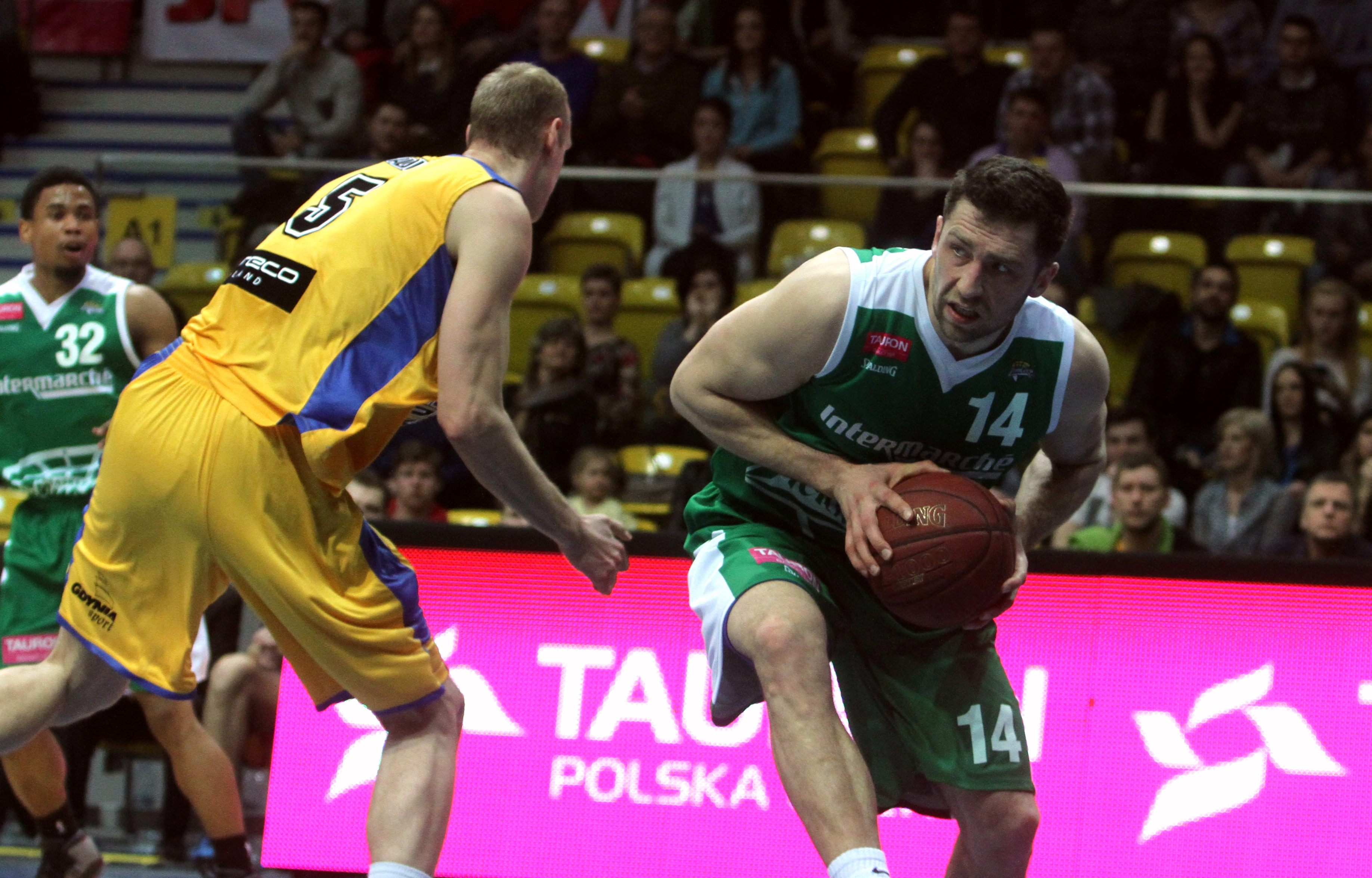
Zawodnicy mający koszulki i spodenki w tym samym kolorze dominującym.

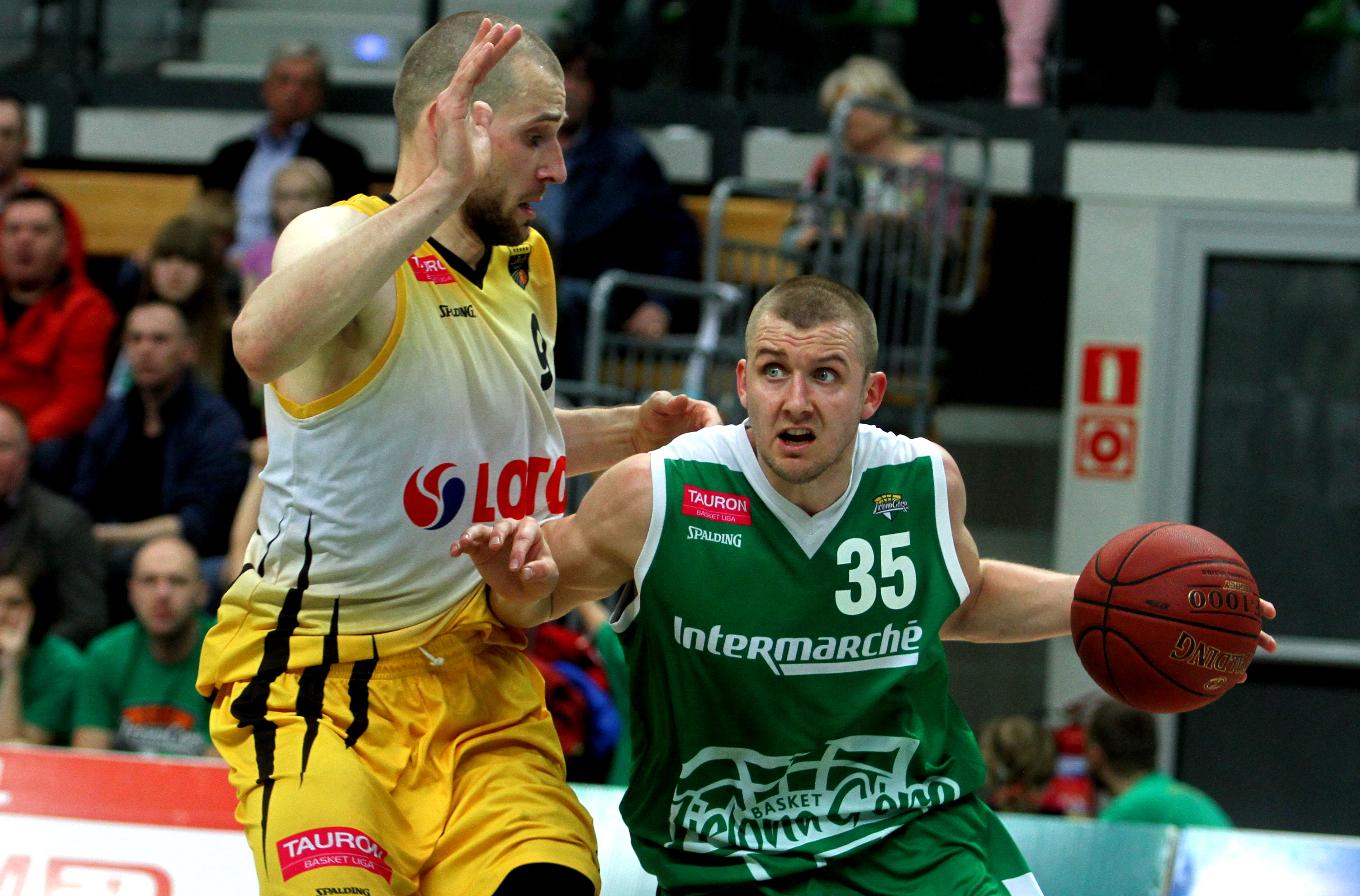
Zawodnik po lewej ma koszulkę w kolorze dominującym białym, a spodenki – żółtym. Od roku 2017 taki strój jest niedopuszczalny.

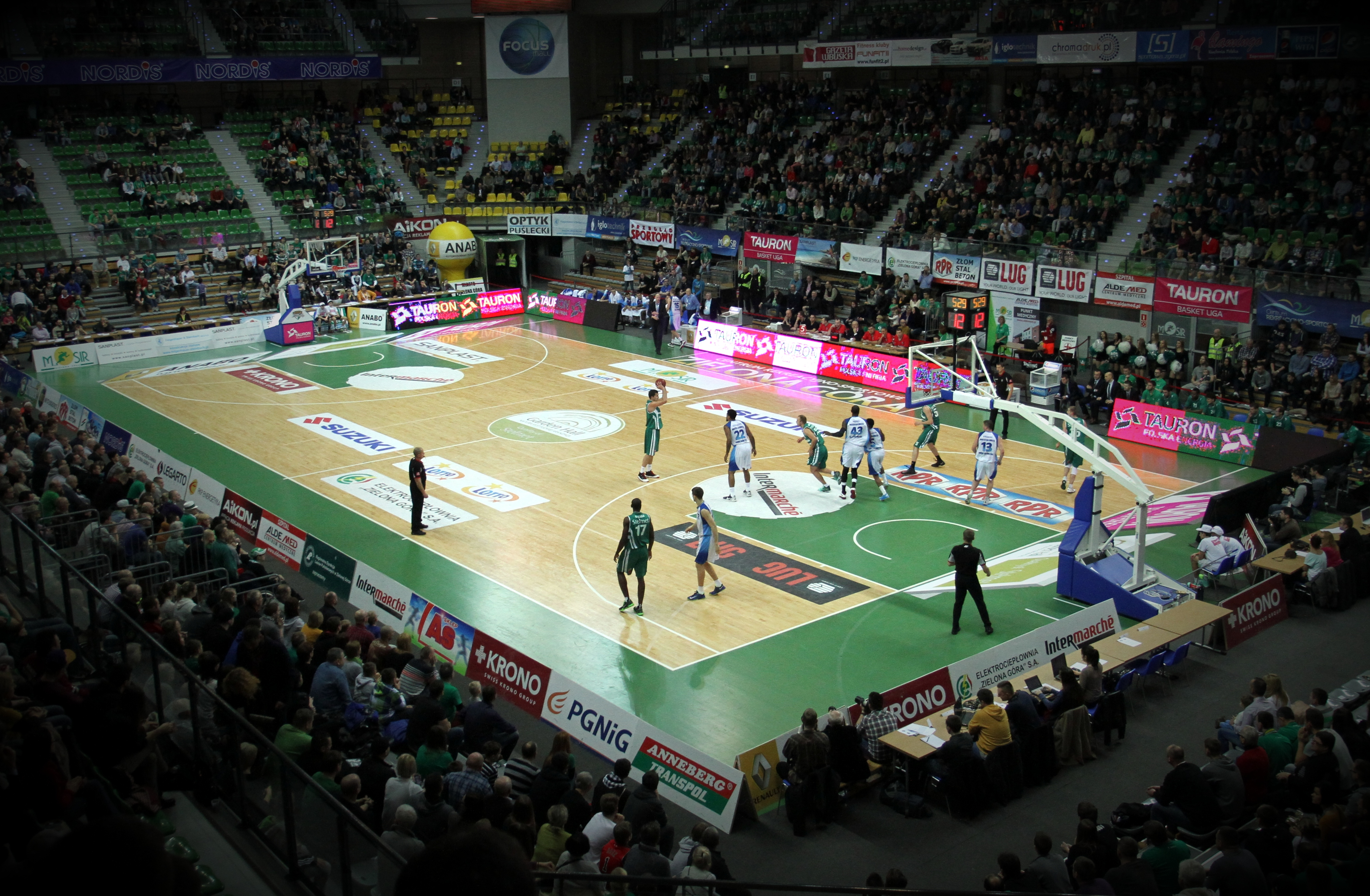
Boisko z białymi liniami i zielonym wypełnieniem obszarów ograniczonych.

W roku 2017 dokonano dużych zmian w przepisach gry w koszykówkę. Zmiany tak mocno wpływają na zasady rozgrywki, że 23 września 2017 roku w Spale, podczas konferencji sędziów i komisarzy PLK odbył się wykład szefa departamentu sędziowskiego FIBA Carla Jungebranda, podczas którego przedstawiono zmiany w przepisach gry (głównie dotyczące kroków i fauli niesportowych). Najważniejsze zmiany z roku 2017 to:
- doprecyzowano, że linie boiska (które już nie muszą być białe) muszą być jednolitego koloru;
- zmiany dotyczące stroju gracza:
  - spodenki muszą mieć ten sam kolor dominujący co koszulki,
  - skarpetki muszą wystawać ponad buty, być widoczne,
  - rękaw koszulki nie może być dłuższy niż do łokcia,
  - wszystkie rękawy i nogawki kompresyjne muszą być w kolorze dominującym stroju lub białe, lub czarne – i wszyscy członkowie drużyny muszą mieć je w tym samym kolorze,
  - dopuszczono możliwość gry w nakryciu głowy,
  - lewy i prawy but zawodnika musi być w tym samym kolorze i nie może zawierać elementów odblaskowych; nie musi być w kolorze stroju;
- kapitan przejmuje funkcję grającego trenera, jeżeli trener nie może kontynuować swoich obowiązków;
- dodano zasadę, że jeżeli zawodnik po tym jak został sfaulowany podaje piłkę, to nie jest w akcji rzutowej;
- znacznie uszczegółowiono zasady dotyczące ustalania nogi obrotu, odrywania nogi od parkietu przy rozpoczęciu kozłowania;
- wprowadzono nowe pojęcie: udawanie faula;
- zmieniono kryteria faulów technicznych oraz niesportowych (główna zmiana dotyczy sytuacji kontaktu z zawodnikiem przechodzącym z obrony do ataku, uznawanej od teraz za faul niesportowy);
- popełnienie jednego faula niesportowego i jednego technicznego karane jest dyskwalifikacją;
- dodano dwa nowe sygnały sędziów: "udawanie faula" oraz "powtórka wideo";
- zmieniono przepisy dotyczące wypełniania protokołu meczu FIBA,
- wprowadzono możliwość rozgrywania dwumeczu.